# Andretzky József

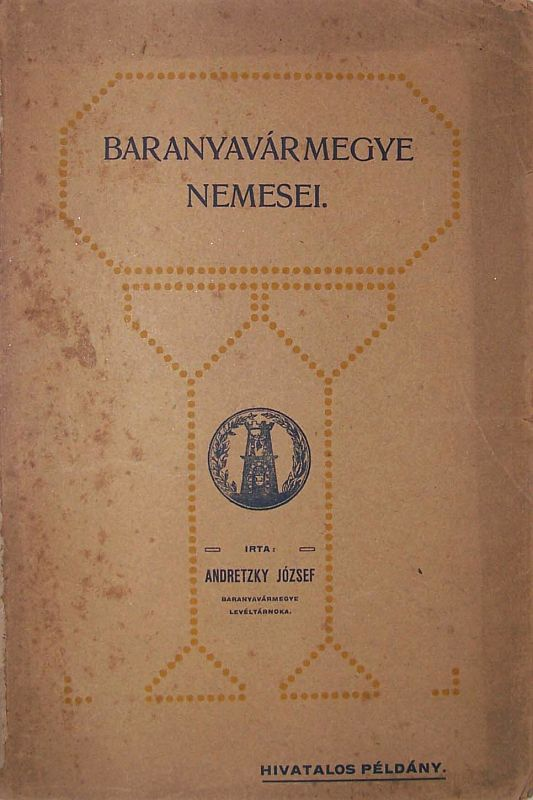

Andretzky József (Pécs, 1878. március 7. - Pécs, 1949. február 6.) levéltáros, geneaológus, lapszerkesztő.

## Élete
Andretzky József árvaszéki elnök és megyei levéltáros volt Baranya vármegyében. Az Alapi Gyula által szerkesztett Magyarország címeres könyve (Liber armorum Hungariae) I. kötet (A-C) állandó munkatársa volt. A Baranyavármegye Hivatalos Lapja című folyóirat szerkesztője, majd 1921-től 1933-ig főszerkesztője volt.

## Művei
- Baranya vármegye nemesei, Pécs, 1909
- Adalékok Baranyavármegye történetéhez a törökök kiüzetése utáni időkből. Pécs-Baranyamegyei Múzeum Értesítő 7. 1914/2. 57–70.